# Биронфос
Биронфос (фр. Buironfosse) насеље је и општина у североисточној Француској у региону Пикардија, у департману Ен (Пикардија) која припада префектури Вервен.
По подацима из 2011. године у општини је живело 1.189 становника, а густина насељености је износила 67,56 становника/km². Општина се простире на површини од 17,6 km². Налази се на средњој надморској висини од 215 метара (максималној 222 m, а минималној 173 m).

## Демографија
| 1962. | 1968. | 1975. | 1982. | 1990. | 1999. | 2011. |
| ----- | ----- | ----- | ----- | ----- | ----- | ----- |
| 1.417 | 1.454 | 1.341 | 1.322 | 1.258 | 1.203 | 1.189 |

График промене броја становника у току последњих година